# Грабовский, Михаил (писатель)
Михал Грабовский (поль. Michał Grabowski; псевдоним Эдвард Тарша, Edward Tarsza) (25 сентября 1804 в Злотыёве (Волынь) — 17 ноября 1863 в Варшаве) — польский писатель, критик, украинофил.

## Биография
Поначалу учился в школе иезуитов в Романове; позднее — в школе базилиан в Умани. По окончании учения в Умани отправился в Варшаву, где сблизился с кружком романтиков. Уже в первых статьях своих он указал, что значение польской романтической поэзии коренится в чистом источнике её народности. В 1834 году Грабовский напечатал статью о народной поэзии, имевшую огромный успех. С этого времени значение Г. как литературного критика все росло. Наибольшей славы достиг Г. по напечатании (1837—1838) двух первых томов «Literatura i krytyka», посвященных поэзии XIX века, украинским песням и новой французской литературе. Несколько меньший успех имели другие сочинения, в том числе «О szkole ukraińskiej poezyi».
С половины 30-х г. Г. примыкает к консервативному лагерю католической реакции, объявляет войну скептицизму XVIII в., признает аристократию необходимой в жизни народа, сближается с редакцией официального органа «Tyg. Petersburg.». Польскому обществу не нравились украинские симпатии Г., как и вообще вся «украинская школа» с её местным, «застенковым» патриотизмом, против которого восставали Мицкевич, Крашевский и др. В 1841 г. новый польский критик А. Тышинский указал, что многие мнения Г., которые считались оригинальными, в сущности заимствованы у Вильмена и Гизо. Это повело к потере популярности Г., особенно среди молодежи, начинавшей уже тогда увлекаться гегелевской философией и презрительно называвшей Г. эмпириком. С этого времени критическая производительность Г. падает, хотя он и продолжает печатать свои статьи в «Tygodnik Petersburski» и «Pielgrzym» (вышли отдельно «Korrespondencya literacka», 1843, и «Artykuły literackie, krytyczne i artystyczne», 1848).
Все более сближаясь в Киеве с украинскими деятелями, Грабовский проникается украинофильскими идеями о великом всеславянском значении Киева и высказывает убеждение, что «украинский люд» представляет собою отдельную ветвь русского народа, сохранившую в чистоте исконные племенные особенности и самобытность. Под теми же влияниями, которыми проникнуто было известное «Кирилло-Мефодиевское братство» Костомарова и Шевченко, Грабовский стремится стать апостолом славянского единения. Он хочет издавать в Киеве в панславистическом направлении газету «Słowianin» и с этой целью представляет подробную программу будущего издания киевскому генерал-губернатору. Она сделалась известной польскому обществу и вызвала в польской среде общее негодование; прежние друзья Г. от него отшатнулись.
С этого времени начинается сближение Г. с Кулишем, на которого Грабовский оказал сильное влияние. Грабовский был убежден, что все обвинения польских панов в угнетении украинского народа сильно преувеличены и что в действительности польские помещики явились на Украйне насадителями высшей культуры и создали её благосостояние. Украинцы сами виноваты в ужасах казацких войн; лучшие герои Украйны, как, напр.,Сагайдачный и др., жили в мире с поляками; польское господство не было тяжелым, потому что оно умерялось религией и требованиями просвещения. Рабство (poddaństwo) имело на Украйне своеобразный характер, оно не было ни французским servage, ни немецким Leibeigenschaft, ни даже русскою крепостною зависимостью; это была своего рода полицейская опека. Польское правительство должно было энергично выступать против разбойников и гайдамаков. С этой точки зрения крестьянские волнения в конце XVIII века на Украйне вызывают полное порицание со стороны Грабовского, разделяемое и Кулишем («О причинах вражды между поляками и украинцами», статьи Кулиша и Грабовского в «Зап. о Южной Руси», СПб. 1857. Ср. повесть Г. «Zamieć w stepach» (P., 1862). Грабовский писал и беллетристические произведения. Первая повесть Грабовский, «Koliszczyzna i stepy» (1838), выдержала два издания (2-е под заглав. «Opowiadania Kurennego», 1860). Вторая повесть, «Stannica Hulajpolska» (1840—1841), написанная под сильным влиянием Вальтера Скотта, дает картину нравов и обычаев Украйны и взаимных отношений поляков и казаков, «хлопов» и панов в конце XVIII в. Более поздние повести: «Pan starosta Kaniowski» (1856), «Pan starosta Zakrzewski» (1860) и «Zamieć w stepach» (1862). В 1862 году Грабовский получил от маркиза Велепольского приглашение занять видное место в «Комиссии народн. образования и вероисповедания», а в 1863 году занял в ней место директора, но через два месяца скончался (17 ноября 1863 г.). Критические суждения Грабовский в высшей степени основательны и метки. Он первый определил значение многих польских писателей, первый сформулировал определённо принцип народности в литературе.

## Память
В Киеве Михаил Грабовский жил на Андреевском спуске, где принимал участие во многих благотворительных акциях, в частности, укреплении Андреевой горы и благоустройстве сквера ниже Андреевской церкви. В Музее Одной Улицы хранятся уникальный портрет киевского польского писателя, его книги, портреты Н. Гоголя, Т. Шевченко, Н. Костомарова. Здесь же находятся рукописи П. Кулиша.